# Строммашина (завод, Самара)
Самарский завод «Строммаши́на» — предприятие, созданное в годы войны в целях обеспечения промышленности Советского Союза необходимым техническим оборудованием. В настоящее время производит оборудование для строительной, нефтяной, дорожной, металлургической и горнодобывающей отрасли.

## История

### Советская эпоха
Образовано согласно приказу Наркомата по строительству от 23 марта 1940 года № 77 в 18-ти километрах от города Куйбышева — в районе Безымянки. Непосредственно строительство началось только в январе 1941 года и к 15 мая 1941 года на основе малых мастерских, сохранившихся от бывшей строительной площадки, был построен первый корпус. В октябре 1942 года смонтировано первое технологическое оборудование и завод пущен в эксплуатацию, и «днём рождения» Куйбышевского завода «Строммашина» считается 2 ноября 1942 года, когда
во вновь возведённом цехе начался выпуск продукции для военных целей.
Основной производственной задачей завода с момента его основания и до конца 1945 года было выполнение срочных правительственных заказов по изготовлению металлоконструкций и монтажу башен и радиомачт.
В 1945 году завод получил плановое задание по освоению важнейшей для восстановления экономики СССР продукции: вращающихся самозапарников, ватержакетных вагранок, демпферов, сушильных барабанов, крановых тележек. Также завод продолжал выпуск продукции для Министерства обороны.
В 1946 году предприятие было переименовано в Куйбышевский завод «Строммашина».
Заводу был присвоен орден «Знак Почёта» и с 1982 года он стал называться: Куйбышевский ордена «Знак Почёта» завод «Строммашина» Волжского производственного объединения цементного машиностроения «Волгоцеммаш» Министерства строительного, дорожного и коммунального машиностроения.

### Современная Россия
С 1991 года завод носит современное название: Самарский завод «Строммашина».
С 2005 года завод ежегодно является исполнителем Гособоронзаказа.
В 2010 году ООО «Строммашина» заняло первое место в «Конкурсе Энергетического Сотрудничества» (номинация «Предприятия транспорта, среднего и малого бизнеса»), проведённом КЭС-Холдингом и ОАО «Волжская ТГК» в 16 регионах.

## Продукция
В разное время заводом серийно выпускалось несколько десятков видов дробильного, размольного, сушильного и прочего оборудования:
- шаровые мельницы,
- стержневые мельницы,
- сушильные барабаны,
- роторные печи,
- размольные комплексы,
- дробилки,
- рукавные фильтры,
- для производства гипсовых вяжущих,
- для производства минерального порошка,
- для производства керамзита,
- для производства железобетонных изделий,
- для помола и сушки инертных материалов,
- отдельное технологическое оборудование.

Также с 2009 года завод занимается модернизацией и ремонтом грузоподъемной техники, в том числе для военного назначения в рамках гособоронзаказа, кроме того завод модернизирует средства противовоздушной обороны.

## Санкции
12 декабря 2023 года, на фоне вторжения России на Украину, предприятие включено в блокирующий санкционный список США против компаний поставляющих продукцию для российской военно-промышленной базы, как компания производящая военные боевые машины.